# サスケハナ郡 (ペンシルベニア州)
サスケハナ郡（英: Susquehanna County）は、アメリカ合衆国ペンシルベニア州の北東部に位置する郡である。2010年国勢調査での人口は43,356人であり、2000年の42,238人から2.6%増加した。郡庁所在地はモントローズ・ボロ（人口1,617人）であり、同郡で人口最大の町はフォレストシティ・ボロ（人口1,911人）である。サスケハナ郡は1810年2月21日にルザーン郡から分離して設立された。郡名はサスケハナ川から採られた。

## 政治
2008年1月時点でサスケハナ郡には28,788 人の登録有権者がいた。
- 共和党: 15,501 (53.85%)
- 民主党: 10,063 (34.96%)
- その他の政党: 3,224 (11.20%)

サスケハナ郡は、アメリカ合衆国下院議員ペンシルベニア州第10選挙区に属し、2013年時点では共和党議員を選出している。
ペンシルベニア州議会上院では第20、第23選挙区に属しており、下院では第110、第111、および第114選挙区に属している。2013年時点で上院は共和党2人、下院は共和党2人、民主党1人を選出している。

## 地理
アメリカ合衆国国勢調査局に拠れば、郡域全面積は832平方マイル (2,156 km2)であり、このうち陸地823平方マイル (2,131 km2)、水域は10平方マイル (25 km2)で水域率は1.15%である。

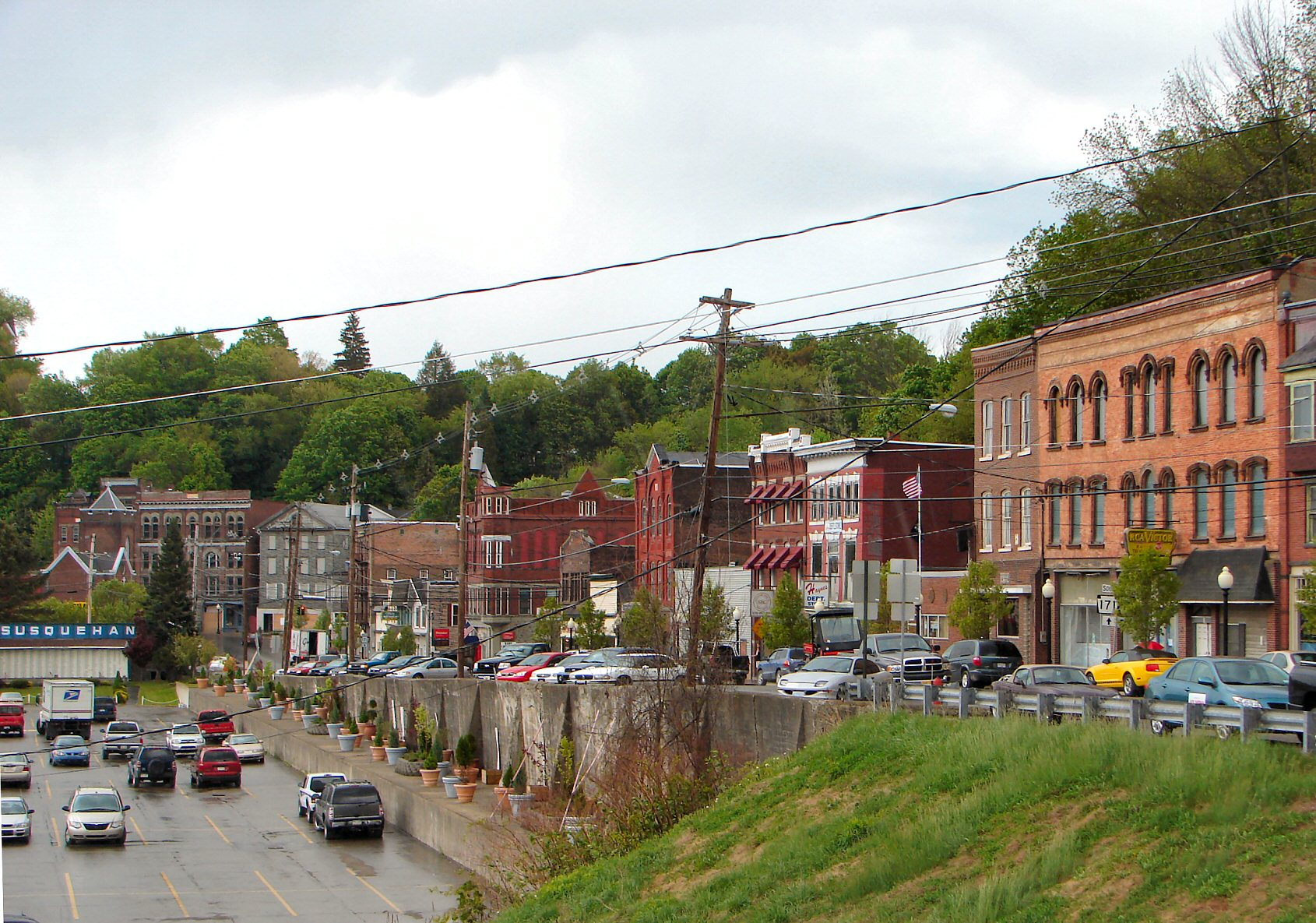
サスケハナデポのメインストリート

### 隣接する郡
- ブルーム郡 (ニューヨーク州) - 北
- ウェイン郡 - 東
- ラッカワナ郡 - 南東
- ワイオミング郡 - 南西
- ブラッドフォード郡 - 西
- タイオガ郡 (ニューヨーク州) - 北西

## 人口動態
以下は2000年国勢調査による人口統計データである。
| 基礎データ - 人口: 42,238人 - 世帯数: 16,529 世帯 - 家族数: 11,785 家族 - 人口密度: 20人/km2（51 人/mi2） - 住居数: 21,829 軒 - 住居密度: 10軒/km2（26軒/mi2） 人種別人口構成 - 白人: 98.54% - アフリカン・アメリカン: 0.30% - ネイティブ・アメリカン: 0.15% - アジア人: 0.22% - 太平洋諸島系: 0.01% - その他の人種: 0.17% - 混血: 0.60% - ヒスパニック・ラテン系: 0.67% 先祖による構成 - ドイツ系：16.1% - イギリス系：15.4% - アイルランド系：15.1% - アメリカ人：10.6% - イタリア系：8.6% - ポーランド系：7.7% | 年齢別人口構成 - 18歳未満: 25.5% - 18-24歳: 6.7% - 25-44歳: 27.1% - 45-64歳: 25.2% - 65歳以上: 15.5% - 年齢の中央値: 40歳 - 性比（女性100人あたり男性の人口） - 総人口: 98.9 - 18歳以上: 95.8 世帯と家族（対世帯数） - 18歳未満の子供がいる: 31.9% - 結婚・同居している夫婦: 57.7% - 未婚・離婚・死別女性が世帯主: 8.6% - 非家族世帯: 28.7% - 単身世帯: 24.3% - 65歳以上の老人1人暮らし: 11.5% - 平均構成人数 - 世帯: 2.53人 - 家族: 2.99人 |

## 都市と町

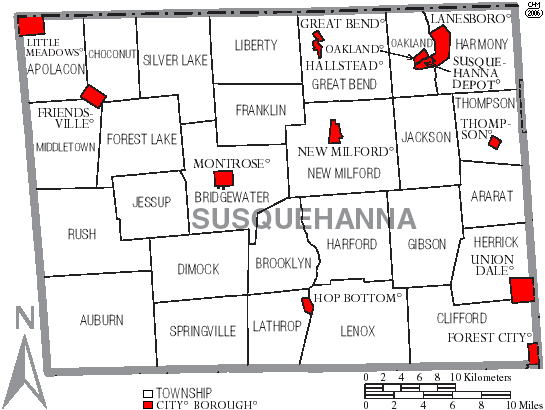
サスケハナ郡の自治体、ボロは赤、タウンシップは白

ペンシルベニア州法の下では4種類の自治体がある。市、ボロ、タウンシップ、町である。

### ボロ
| - フォレストシティ - フレンズビル - グレートベンド - ホールステッド - ホップボトム - レインズボロ - リトルメドウズ | - モントローズ - 郡庁所在地 - ニューミルフォード - オークランド - サスケハナデポ - トンプソン - ユニオンデール |

### タウンシップ

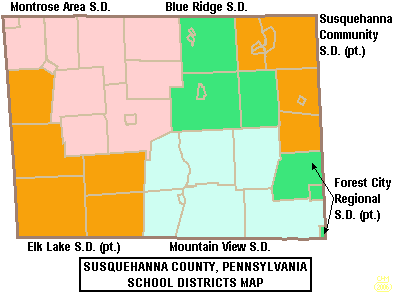
サスケハナ郡教育学区の区分図

| - アポラコン - アララト - オーバーン - ブリッジウォーター - ブルックリン - ココナット - クリフォード - ディモック - フォレストレイク - フランクリン | - ギブソン - グレートベンド - ハーフォード - ハーモニー - ヘリック - ジャクソン - ジェサップ - ラスロップ - レノックス - リバティ | - ミドルタウン - ニューミルフォード - オークランド - ラッシュ - シルバーレイク - スプリングビル - トンプソン |

## 教育

### 公共教育学区
- ブルーリッジ教育学区、ニューミルフォード
- エルクレイク教育学区、スプリングビル（一部はワイオミング郡内）
- フォレストシティ地域教育学区、フォレストシティ（一部はラッカワナ郡とウェイン郡内）
- モントローズ地域教育学区、モントローズ
- マウンテンビュー教育学区、キングスレー
- サスケハナ・コミュニティ教育学区（一部はウェイン郡内）

### 職業訓練校
サスケハナ郡職業訓練校、スプリングビル

### 中間ユニット
ルザーン中間ユニット第18

### 私立学校
フェイスマウンテン・クリスチャン・アカデミー、ニューミルフォード

### 図書館
- サスケハナ郡歴史協会・自由図書館協会
- プラット記念図書館
- フォレストシティ図書館
- ホールステッド公共図書館
- ホールステッド・グレートベンド図書館
- サスケハナ自由図書館

## 公園とレクリエーション
郡内には州立公園が1つある。
- ソルトスプリングス州立公園、モントローズの7マイル (11 km) 北、ペンシルベニア州道29号線近くにある

サスケハナ郡は州北東部のエンドレス山地に位置し、州内でも最も田園的性格の強い所である。